# Dassault Mirage 2000
El Dassault Mirage 2000 és un caça de reacció de quarta generació, polivalent i monomotor fabricat per la companyia francesa Dassault Aviation. Va ser dissenyat a finals de la dècada de 1970 com un caça lleuger, basat en el Mirage III, per a l'Exèrcit de l'Aire Francès. Va entrar en servei l'any 1984 essent l'últim model de la reeixida sèrie Mirage a entrar en servei. El Mirage 2000 es va desenvolupar en diverses variants, incloent versions d'atac a terra Dassault Mirage 2000N/2000D (nuclear i convencional), la versió modernitzada Mirage 2000-5 i diverses versions d'exportació. Amb més de 600 aeronaus construïdes fins a 2007, es troba en servei en nou països.

## Desenvolupament

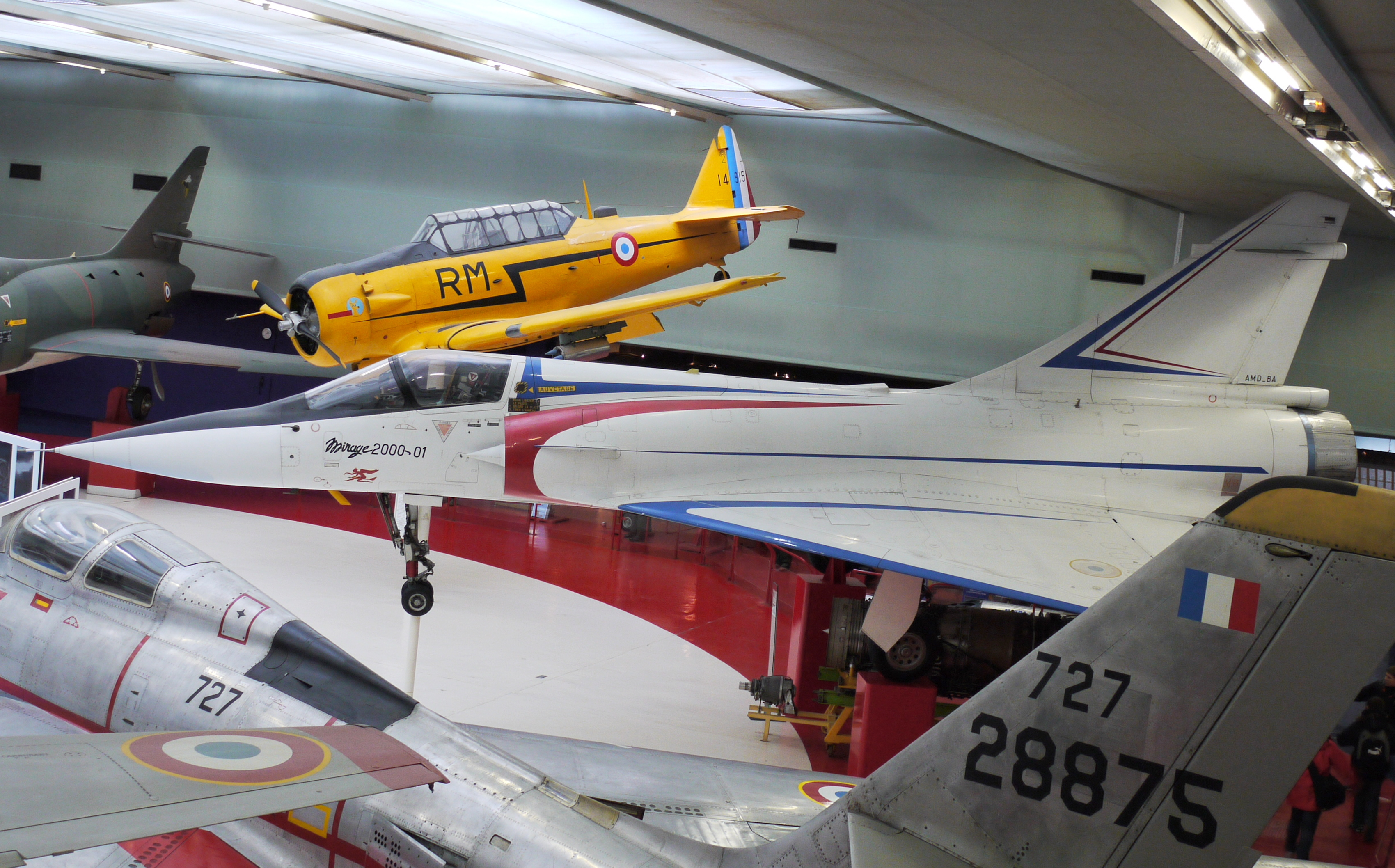
Prototip Mirage 2000-01 al Museu de l'Aire i l'Espai de París, Le Bourget (França).

El 1972 l'Exèrcit de l'Aire Francès va llançar el programa ACF (Avion de Combat Futur, avió de combat futur) demanant un disseny d'avió de combat bireactor, amb dos motors Snecma M53, ala fixa i destinat a missions de superioritat aèria. Durant la preparació d'una resposta a aquesta licitació, el fabricant Dassault Aviation va començar el 1973 i amb fons propis l'estudi d'un avió monoreactor i amb ala delta batejat Delta 2000. El 12 de desembre de 1975, el programa ACF va ser cancel·lat per qüestions de costos i el 18 de desembre d'aquest mateix any, el govern decideix adoptar al seu lloc el programa del Dassault Mirage 2000. Aquest avió és una reiteració dels models Mirage de generacions anteriors, però amb diverses innovacions importants que van tractar de resoldre les seves deficiències.
El desenvolupament d'aquest petit avió donaria a la companyia Dassault un competidor contra el model estatunidenc General Dynamics F-16 Fighting Falcon. Aquest havia derrotat els Dassault Mirage F1 en competicions per guanyar els contractes de nous caces per a les forces aèries de Bèlgica, Dinamarca, Països Baixos i Noruega.
D'aquest model se'n van construir cinc prototips, quatre finançats per l'Exèrcit de l'Aire francès, i un finançat per la mateixa companyia, tots propulsats pel reactor M53-2. El primer dels cinc prototips va realitzar un vol inaugural el 10 de març de 1978, amb el pilot de proves Jean Coreau al comandament. Es van basar en el disseny existent del Mirage III i el desenvolupament va ser ràpid, amb només 27 mesos des de l'inici del programa fins al primer vol. El segon prototip va enlairar-se el 18 de setembre de 1978 i el tercer el 26 de setembre de 1979. El quart prototip de demostració era el finançat per Dassault per desenvolupar noves idees i equips amb destinació a variants futures i a models d'exportació. El cinquè i últim va ser la versió biplaça d'entrenament Mirage 2000b, amb el primer vol l'11 d'octubre de 1980. El primer exemplar de producció va volar per primera vegada el 20 de novembre de 1982, i l'avió va entrar en servei operacional el novembre de 1982.
El 1979 l'Exèrcit de l'Aire Francès va encarregar una versió biplaça, destinada a l'atac nuclear i capaç d'estar armada amb el míssil ASMP llavors en desenvolupament. Designat Mirage 2000N, disposava d'una estructura reforçada per volar a baixa altitud i gran velocitat, més d'un sistema de navegació i d'atac basat en el radar Antilope V (dotat d'un mode de seguiment del terreny). Els canons van ser suprimits i les preses d'entrada d'aire van ser fixades, limitant la velocitat a Mach 1,5. El seient del darrere estava ocupat per un oficial de sistemes d'armes. El primer prototip del Mirage 2000N va fer el vol inaugural el 3 de febrer de 1983 i la versió va ser posada en servei el 1988. Els 31 primers exemplars només podien portar el míssil ASMP, però els avions següents (estàndard 2000N-K2) estaven capacitats per realitzar missions convencionals amb una àmplia gamma de bombes clàssiques, bombes guiades per làser, antipistes o amb míssils antiradiació, antivaixell, etc.
Una versió derivada del Mirage 2000N i destinada a l'atac convencional va ser sol·licitada a finals de la dècada de 1980, arran dels retards en el programa del Dassault Rafale, sent designat com Mirage 2000D. Aquest avió és capaç de disparar qualsevol de les armes en servei en l'Exèrcit de l'Aire Francès en condicions de dia o de nit. Igual que el Mirage 2000N, està equipat amb un radar Antilope V el qual afegeix un sistema d'autoprotecció perfeccionat. El prototip del Mirage 2000D va realitzar el primer vol el 19 de febrer de 1991 i va ser posat en servei el 1993.
La línia de producció dels Mirage 2000 es va tancar l'any 2007, després que l'últim avió fos lliurat el 23 de novembre de 2007 a la Força Aèria grega, per facilitar la producció del nou Dassault Rafale i permetre, que tots els recursos tècnics, econòmics i humans, es concentrin en la producció d'aquest nou avió, que ja està reemplaçant als Mirage 2000 en els esquadrons de combat de l'Exèrcit de l'Aire francès, el que permetrà oferir diversos Mirage 2000 en venda a altres països.

## Disseny
Usant el concepte d'interceptor amb ala en delta vist en el Dassault Mirage III, Dassault va construir un nou disseny de caça de reacció. Aquesta configuració alar no és l'ideal per proporcionar gran maniobrabilitat, estabilitat en vol a baixa altitud i distàncies d'enlairament i aterratge curtes, però posseeix qualitats de li permeten tenir avantatges en vol a alta velocitat, ofereix simplicitat de construcció, signatura radar reduïda i un ampli volum intern.
El Mirage 2000 barreja un nou disseny amb el dels antecessors, però conservant l'aspecte tradicional de l'ala delta usat en el venerable Mirage III. En si, el disseny no és molt innovador, però es va optar per un model fiable que va ser provat i utilitzat, per molts països durant anys i en molts conflictes, amb resultats excel·lents.
En aquest sentit Dassault va preferir el fuselatge clàssic que caracteritza tot Mirage, el disseny en Ales Delta incloent uns petits perfils aerodinàmics, semblants als alerons davanters tipus canard fixos, instal·lats just darrere de les toveres d'ingrés d'aire del motor, per millorar-ne l'angle d'atac, girs a alta velocitat i obtenir, un millor rendiment de vol a mitjana i baixa altitud, necessari per als combats moderns contra altres avions caça, això va ser aplicat amb èxit, a diverses millors en altres avions Mirage en Ala delta i en el sorprenent Kfir d'Israel, una versió millorada del Mirage 50, encara que els Canard s generen major arrossegament, resistència a l'aire, disminueixen la velocitat màxima i l'abast, és una bona opció per millorar el control de la nau a mitjana i baixa altitud, perquè generen un flux d'aire sobre les ales principals i augmenten notablement, la inestabilitat de la nau per millorar-ne la maniobrabilitat, pel que és menester un sofisticat maneig controlat per computadores conegut com a vol digital de control per senyals elèctrics; aquest disseny en Ala Delta es va aprovar, abans que arriscar-se a construir un nou disseny que no coneixien i necessitarien, molts anys de proves de vol i desenvolupament, fins a aconseguir demostrar l'èxit del nou disseny i poder oferir-lo en venda a altres països.

### Motor

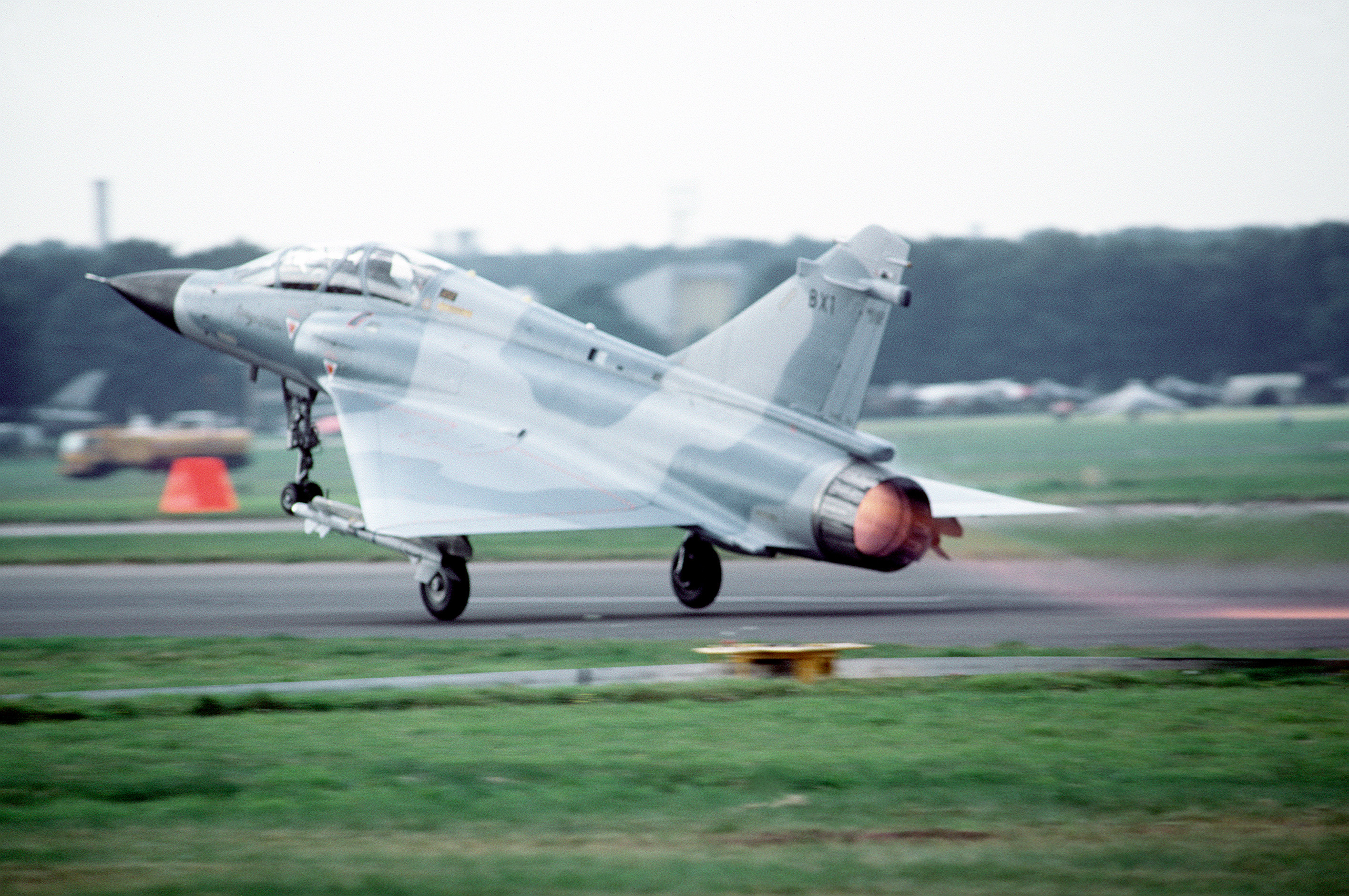
Enlairament d'un Mirage 2000D.

El Mirage 2000 incorpora un motor turboventilador de baix índex de derivació SNECMA M53 -5 o SNECMA M53-P2, depenent de les versió de l'avió, que proporciona respectivament 54 o 64,7 kN d'empenta normal i 86,3 o 95,1 kN amb postcombustió. Les dues preses d'aire amb forma de semicercle, situades a banda i banda del fuselatge, tenen un cos central ajustable amb forma de mig con que regula la pressió de l'aire entrant per una admissió eficient. Els primers vols del Mirage 2000 amb aquest motor es van realitzar a partir de març de 1978 amb la versió M53-5. La capacitat interna de combustible és de 3.978 litres en els Mirage 2000C i E, i de 3.904 litres en els Mirage 2000b, N, D i S. Externament pot incloure un tanc de combustible extern de 1.300 l en el piló central i un altre de 1.700 litres en cada una de les ales.

### Aviònica

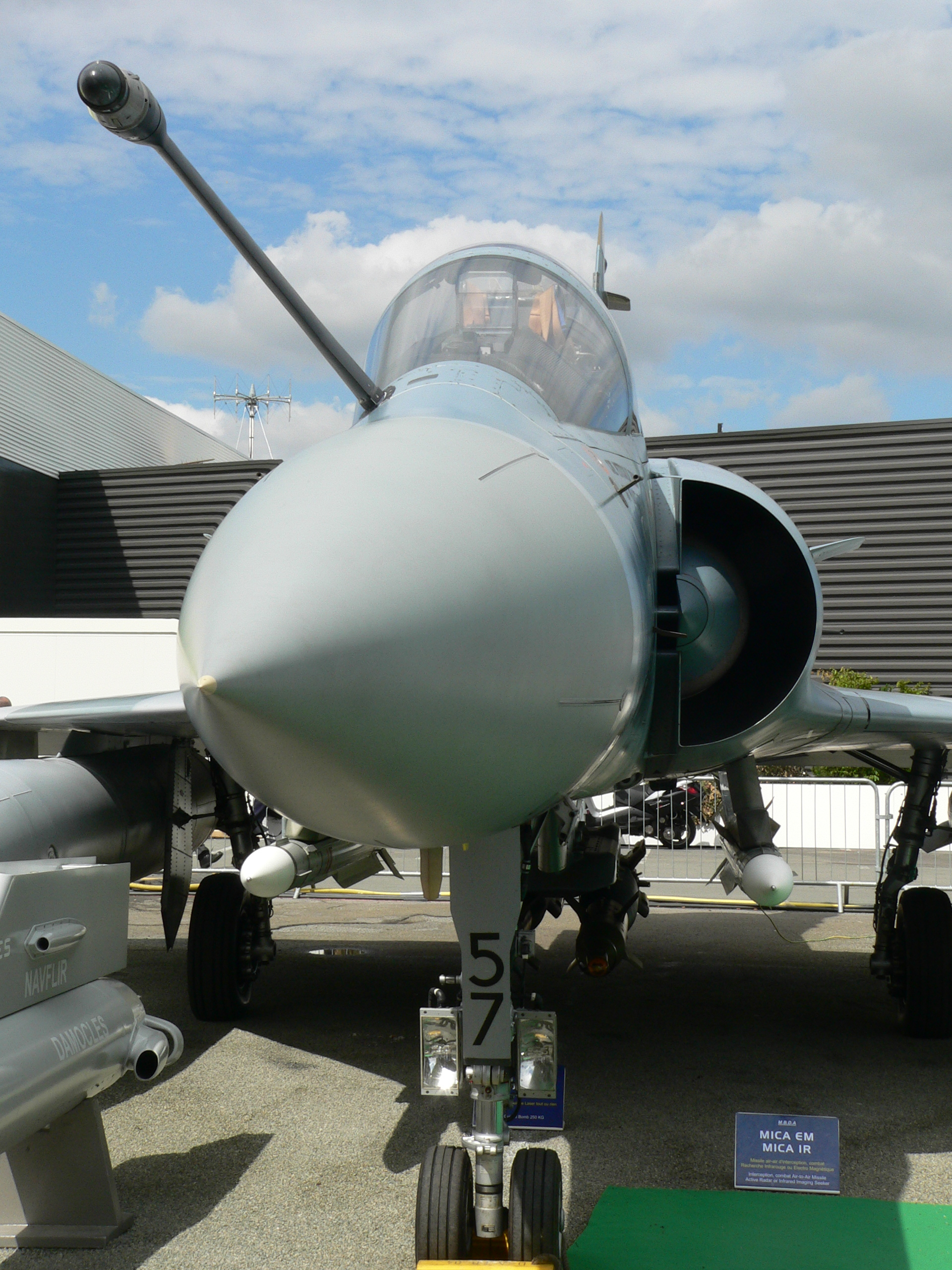
Con del radar d'un Mirage 2000.

L'aviònica del Mirage-2000B/C inclou el sistema de navegació inercial (INS) SAGEM ULISS 52, radioaltímetre TRT, ordinador digital central Dassault Electronique Tipus 2084, bus de dades Digibus i ordinador de dades d'aire Sextant Avionique Tipus 90. L'equip de comunicacions inclou el transponedor LMT NRAI-7A IFF, receptor de radiobalisa IO-300-A, transceptor TRT ERA 7000 V/UHF com, comunicacions segures de veu TRT ERA 7200 UHF o EAS.

#### Radar
Els radars Thomson-CSF RDM (radar multimode) o Dassault Electronique/Thomson-CSF RDI, equipats en els Mirage 2000C/D, tenen una abast operatiu de 100 km. Són una evolució dels radars Cyrano, amb unitats de processament més modernes i amb capacitat look-down/shoot-down. El seu abast efectiu és d'entorn de 60-70 km amb capacitats modestes contra blancs a baix nivell. Estan vinculats amb els míssils Super R.530F, i van ser equipats en els primers 37 avions lliurats a l'Exèrcit de l'Aire Francès i en la majoria de models d'exportació. Tenen capacitats polivalents que permeten que sigui usat en tasques aire-superfície, incloent missions antivaixell. Algunes versions d'exportació més recents incorporen el radar Thales (radar Doppler multi-objectiu) desenvolupat per al Mirage 2000-5.

#### Contramesures
El Mirage 2000 està equipat amb el receptor d'alerta radar (RWR) Thales Serval amb antenes a les puntes alares i en la part superior del darrere de l'estabilitzador vertical. També està equipat amb el interferidor de radiofreqüència Dassault Sabre en un contenidor situat sota l'estabilitzador vertical amb la seva antena en un carenat davant d'aquest. El sistema dispensador de Chaff i bengales Dassault Éclair situat sota la cua va ser finalment substituït per una parella de dispensadors automàtics Matra Spirale, cadascun situat sota la part posterior de l'extensió de cadascuna dels encastos alars, amb una capacitat total de 224 cartutxos.

### Cabina

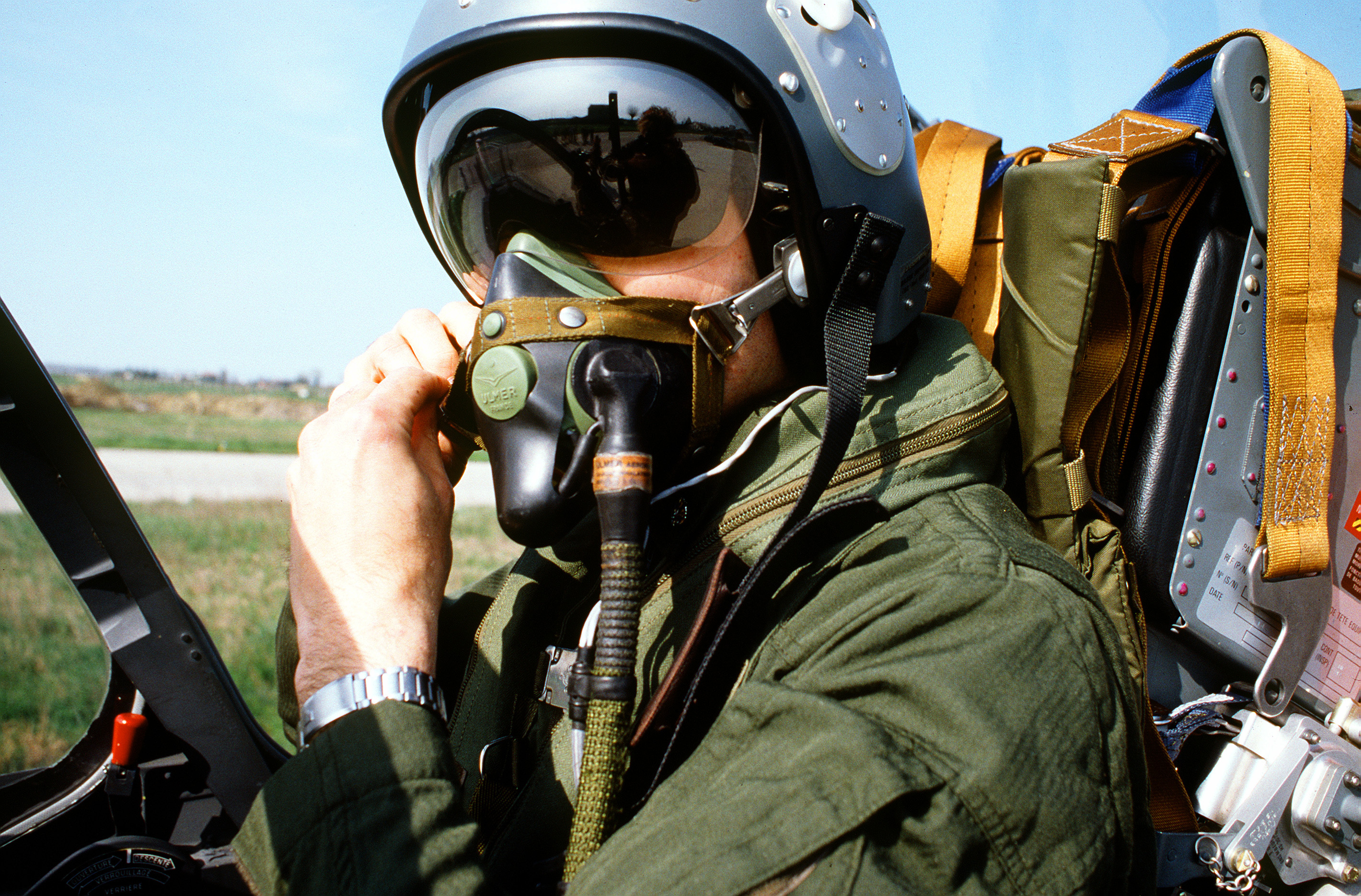
Pilot a la cabina d'un Mirage 2000.

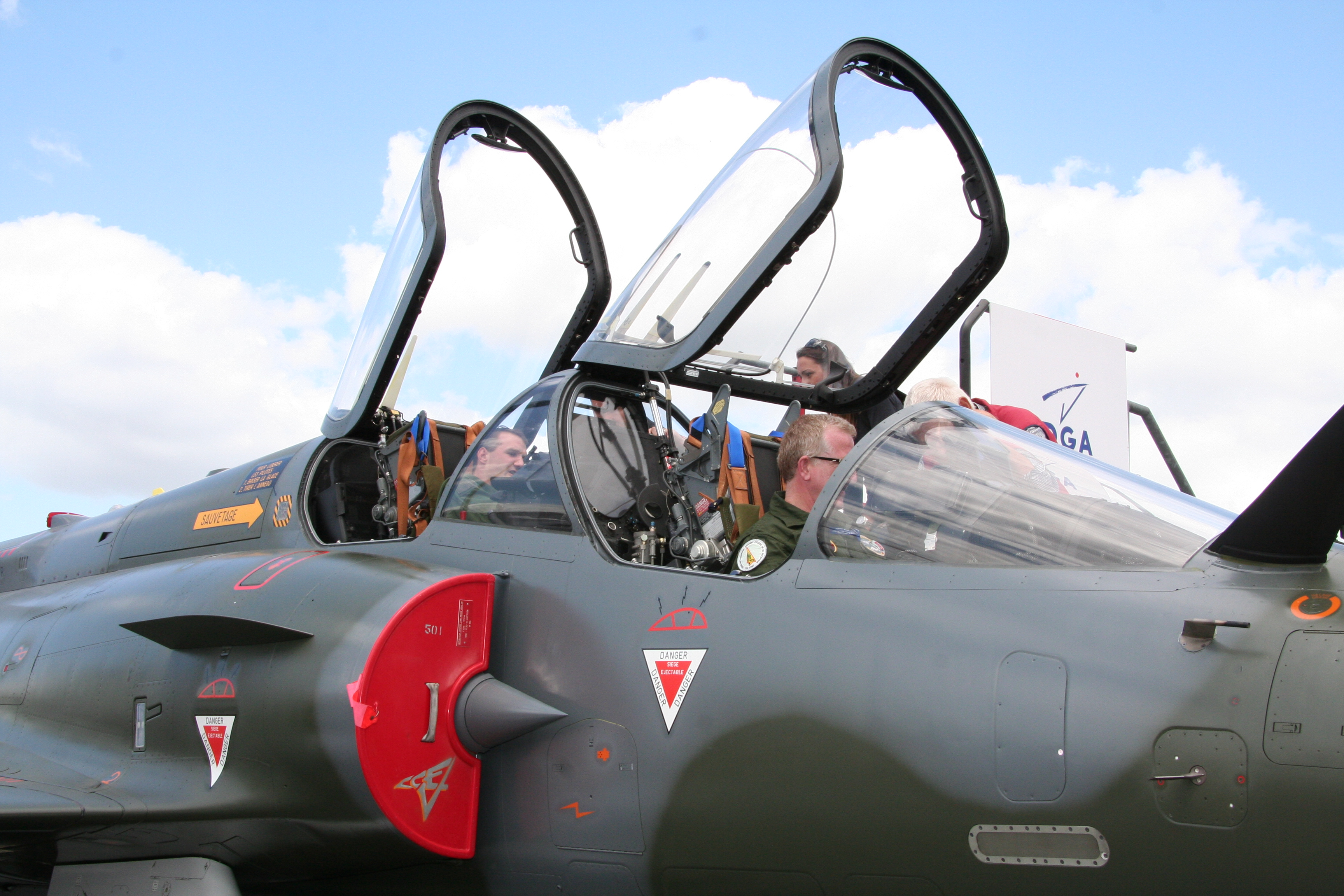
Mirage 2000 biplaça.

L'avió està disponible com en versions monoplaça i biplaça. El pilot maneja l'avió principalment mitjançant d'una maneta de central i una palanca de gas del motor a la banda esquerra, totes dues amb controls HOTAS («mans en comandament de gasos i maneta de»). El pilot va assegut en un seient projectable del tipus zero-zero SEM MB Mk10, que és una versió fabricada sota llicència del britànic Martin-Baker Mark 10, en una posició convencional sense inclinació cap enrere i més elevada que en el Mirage III. La cabina és molt petita i la seva coberta no té forma de bombolla, tot i això, la visibilitat és força bona però menor que la tipus bombolla del F-16 per exemple, especialment en la posició de les «6 en punt» (cap enrere).
En el panell d'instruments (en la versió Mirage 2000C) destaquen la pantalla de visualització frontal (HUD) Sextant VE-130, que presenta dades relatives a control de vol, navegació, localització d'objectius i tret d'armes a l'altura de la línia de visió del pilot, i la pantalla de radar VMC-180, situada al centre del tauler just sota el HUD. A la part inferior esquerra hi ha un panell de gestió de provisions, per sobre del qual hi ha els instruments de navegació i l'altímetre. La part dreta del panell d'instruments acomoda les pantalles de motor i sistemes. Situats a la banda esquerra de la cabina, just davant del comandament de gas, hi ha els controls de l'equip de comunicacions, que inclou una ràdio de comunicacions segures.

### Armament i càrrega
El Mirage 2000 té integrats dos canons automàtics DEFA 554 (ara conegut com a GIAT 30-550 F4) de calibre 30 mm amb 125 projectils cadascun. La cadència de tir dels canons es pot seleccionar entre 1.200 trets per minut (per a aire-terra) o 1.800 (per a aire-aire). Cada projectil, de tipus incendiari o perforant incendiari, pesa 275 grams i té una velocitat de sortida d'entorn de 800 m/s.
El Mirage 2000 pot portar fins a 6,3 tones (7 tones en la versió -9) de càrrega externa en un total de nou suports: dues pilones a cada Ala i cinc sota el fuselatge. Com armament extern pot incloure el míssil aire-aire de mig abast guiat per radar Matra Super 530 en els pilons interns i en els suports de sota el fuselatge, i el míssil aire-aire de curt abast guiat per infrarojos Matra Magic en els pilons exteriors. Altres míssils de curt abast com els AIM-9J/L/P Sidewinder nord-americans són compatibles i solen ser utilitzats en els Mirage que han estat exportats, perquè el mateix míssil Magic va ser creat compatible amb l'AIM-9 Sidewinder. El Mirage 2000C i les versions posteriors poden disparar el míssil aire-aire MBDA MICA, de curt a mig abast i més avançat que el models anteriors, tant en les seves versions IR (guiat per infrarojos) i EM (guiat per radar actiu).

## Variants

### Mirage 2000C

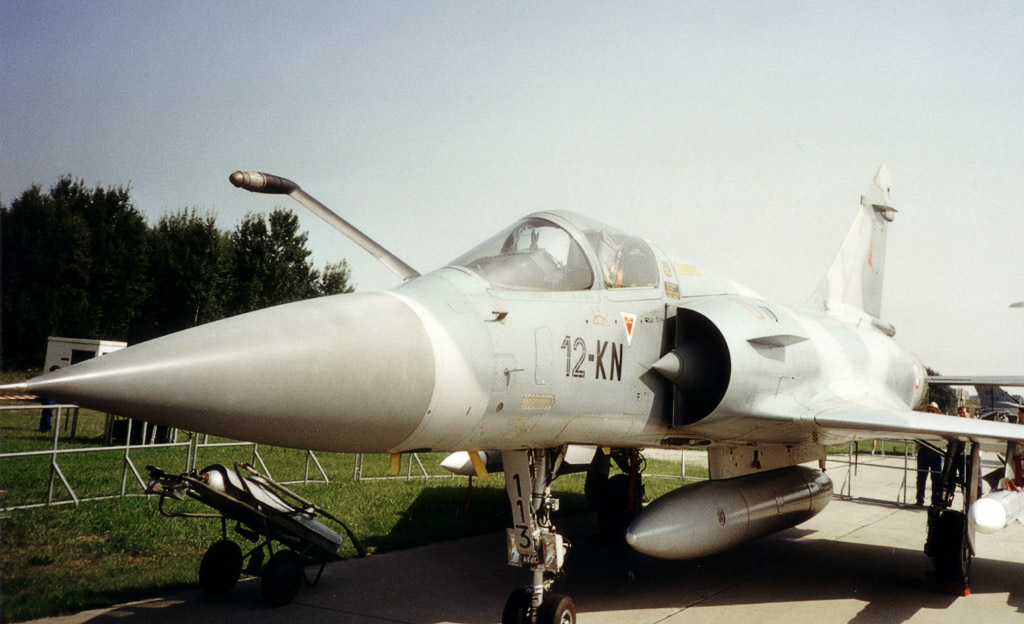
Mirage 2000C francès.

El primer Mirage 2000 a entrar en servei va ser l'interceptor monoplaça Mirage 2000C, la lletra 'C' és sinònim de versió Chasseur (caça en francès). Aquests aparells s'utilitzen per a la defensa aèria i estan estacionats a les bases aèries de Cambrai-Épinoy i Orange-Caritat. Hi va haver quatre prototips monoplaça, incloent el prototip inicial del Mirage 2000. El primer Mirage 2000C de producció va volar al novembre de 1982. Els lliuraments van començar el 1983. El primer esquadró operacional es va formar el 1984, coincidint amb el 50 aniversari de l'Exèrcit de l'Aire Francès. França va adquirir un total de 124 exemplars Mirage 2000C.
Els 37 primers Mirage 2000C lliurats van ser equipats amb el radar Doppler multifunció (RDM) Thomson-CSF i amb el motor turboventilador SNECMA M53-5. A partir del 38è Mirage 2000C es va incorporar el motor de reacció millorat SNECMA M53-5 P2. El nou radar desenvolupat per Thales pel Mirage 2000C va entrar en servei el 1987. Disposa d'un abast molt millorat de prop de 150 km, i està vinculat als míssils Matra Super 530D, que suposen una gran millora en comparació amb els antics Super 530F. També millora en gran manera la capacitat per disparar míssil a una altura inferior a la de l'aeronau, encara que aquest radar no sol ser usat per a funcions aire-superfície.
Actualitzacions posteriors inclouen la incorporació al radar RDI d'un mode NCTR (Non-Cooperative Target Recognition) que permet la identificació d'objectius aeris que no responen a l'identificador amic-enemic (IFF), la integració del míssil guiat per infrarojos Matra MICA i la capacitat per portar armament aire-terra. Entre altres contenidors llançacoets de 18 coets de calibre 68 mm Matra, bombes de caiguda lliure de la sèrie Mk 80 (dels Estats Units) o models francesos de 250, 400 i 1.000 kg i bombes de dispersió com la Beluga o altres models d'origen no francès. Algunes variants, especialment aquelles equipades amb el radar RDM (principalment usat en models d'exportació) tenen la capacitat per utilitzar el míssil antivaixell Exocet. A més, els Mirage 2000 de la Força Aèria Índia han estat integrats per portar el míssil de curt abast rus Vímpel R-73AE (designació OTAN: "Archer") i el míssil Astra de fabricació índia.

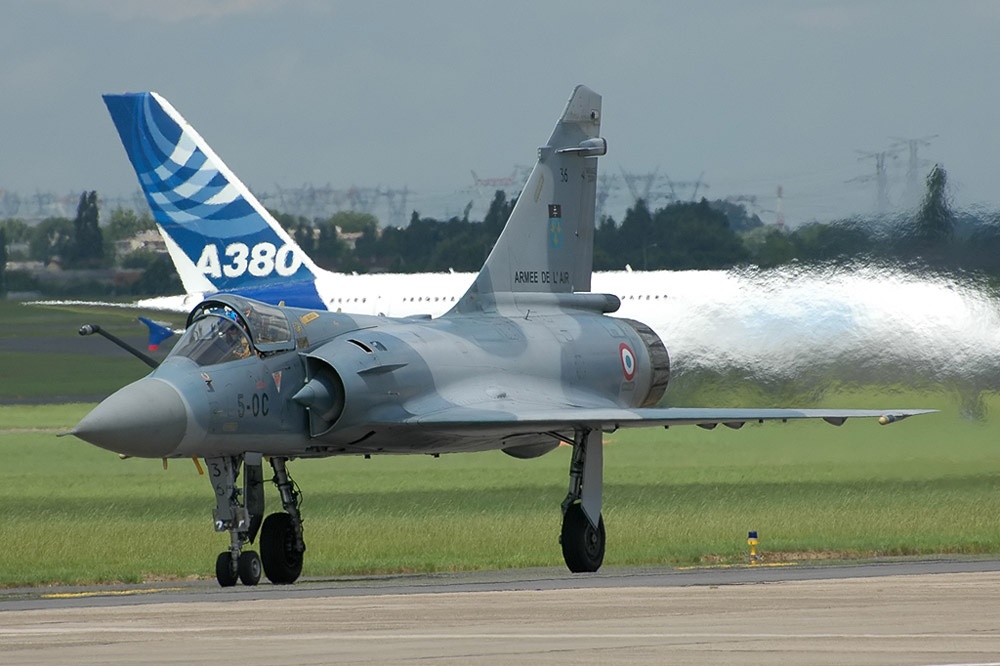
Dassault Mirage 2000C en el Saló Aeronàutic de París-Le Bourget de l'any 2007

- Mirage 2000C (RDM): versió provisional equipada amb radar RDM (el radar RDI previst, no estava encara disponible) i amb motor M53-5.
  - Mirage 2000C S1, n° 1 a 15: equipats amb radar RDM i armat amb míssils aire-aire R550 Magic II i de 2 canons DEFA de 30 mm.
  - Mirage 2000C S2, núm° 16 a 19: equipats amb radar RDM amb capacitat look-down/shoot-down millorada.
  - Mirage 2000C S3, núm° 20 a 37: amb capacitat per operar míssils aire-aire Matra Super 530F.
- Mirage 2000C (RDI): versió "definitiva", equipada amb el radar RDI i el motor M53-P2.
  - Mirage 2000C S4, núm 38-48: equipats amb el radar RDI J1-1 i capacitat de llançar míssils aire-aire Matra Super 530D.
  - Mirage 2000C S4-1, n° 49-63: equipats amb radar RDI J1-2.
  - Mirage 2000C S4-2, n° 64-74: equipats amb radar RDI J2-4.
  - Mirage 2000C S4-2A: estandarditzats els Mirage 2000C S4, S4-1 i S4-2 amb un radar RDI J2-5.
  - Mirage 2000C S5, núm 75-124: equipats amb radar RDI J3-13.
  - Mirage 2000C S5-2C,: els Mirage 2000C S-5 actualitzats amb els nous equips ECCM (equips de contramesures electròniques).

### Mirage 2000B
El Mirage 2000B és una variant d'entrenament de conversió operacional biplaça i amb capacitat de combat que va volar per primera vegada l'11 d'octubre de 1980. L'exèrcit de l'aire francès adquirir trenta Mirage 2000B, i cadascuna de les tres ales de caça va obtenir diversos d'ells per a entrenament de conversió. Aquests aparells estan estacionats a les bases aèries de Cambrai-Épinoy i Orange-Caritat.
- Mirage 2000B S3, núm 501-514: 14 biplaces equipats amb el radar RDM, amb motor SNECMA M53 -5 i armat amb míssils aire-aire R550 Magic II i míssils aire- aire Matra Super 530F.
- Mirage 2000B S4, núm 515-520: 6 biplaces equipats de radar RDI J1-1 i amb motor M53-5.
- Mirage 2000B S4-2, n° 521-522: 2 biplaces equipats amb radar RDI J2-4 i amb motor M53-5 (521) i M53-P2 (522).
- Mirage 2000B S5, núm 523-530: 8 biplaces equipats de radar RDI J3-13 i amb motor M53-P2.

### Mirage 2000N i 2000D
Mirage 2000NEl Mirage 2000N és la variant d'atac nuclear desenvolupada per portar el míssil nuclear d'abast mitjà ASMP. Les primeres proves en vol dels dos prototips d'aquesta versió van començar el 3 de febrer de 1983, i el Mirage 2000N va entrar en servei operacional el 1988. És un avió biplaça equipat amb el radar de seguiment del terreny Antilope V. La defensa principal de l'aparell és proporcionada pel interferidor electrònic Cameleon, contramesures electromagnètiques i infraroges Spirale i també per un detector d'alerta radar Serval. Es van construir 75 exemplars.
- Mirage 2000N K1: versió inicial armada del míssil ASMP (31 avions, seguida portats a l'estàndard K2).
- Mirage 2000N K2: versió capacitada també per atac convencional tot-temps (44 avions).
- Mirage 2000N K2+: versió intermèdia modificada per poder llançar el míssil ASMP-A, però armada encara del míssil ASMP estàndard.
- Mirage 2000N K3: versió armada amb el míssil ASMP-A (que preveu 50 avions per a l'any 2010).

Mirage 2000DEl Mirage 2000D és una variant dedicada a l'atac a terra convencional desenvolupada a partir del Mirage 2000N. El primer vol del prototip del Mirage 2000D, un prototip Mirage 2000N modificat, va ser el 19 de febrer de 1991, el primer vol d'un avió 2000D de producció va tenir lloc el 31 de març de 1993, i la introducció en servei va ser l'abril de 1995. Es van construir 86 exemplars.
Pot transportar el "Pod d'informació" ASTAC, per proporcionar intel·ligència electrònica i la capacitat de reconeixement tàctic. Les beines instal·lades sota el fuselatge central de l'avió, també tenen sistemes de contramesures electròniques. El seu equip determina la ubicació exacta i els paràmetres dels senyals electrònics detectats. El Mirage 2000D biplaça, assumirà les missions de reconeixement del Mirage F1 CR, que està previst es retiri del servei el 2012. El 2000D és un avió de llarg abast, va ser utilitzat per França durant les operacions de l'OTAN contra Líbia el 2011. Té una velocitat màxima de més de 1.400 quilòmetres per hora i un sostre de servei de 59.000 peus.
- Mirage 2000D Vi: última versió del Mirage 2000D desenvolupada per Dassault Aviation per integrar, com en el Mirage 2000-5F, la connexió data enllaç 16.

### Mirage 2000-5
A la fi de la dècada del 1980, el Mirage 2000 estava començant a quedar antiquat en comparació amb els últims models del caça F-16 nord-americà, de manera que Thomson-CSF va començar a treballar en una actualització del Mirage 2000C amb finançament privat que seria anomenada Mirage 2000-5, en principi destinada a l'exportació. Per a això el prototip biplaça del Mirage 2000b va ser modificat extensivament per esdevenir el primer prototip Mirage 2000-5 i volar per primera vegada el 24 d'octubre de 1990. Un prototip Mirage 2000C també va ser reconstruït a un nivell similar, realitzant el seu primer vol el 27 d'abril de 1991. L'avió de producció entraria en servei operacional el 1997. Així mateix es va desenvolupar una versió biplaça, el seient del darrere disposa d'HUD però sense pantalla de visualització associada i no té canó automàtic integrat, encara que pot portar contenidors de canons.
Les millores del Mirage 2000-5 inclouen el contenidor apuntador làser Tales CLDP TV/CT així com el radar Doppler multiobjectiu (RDY) Thales, que permet la detecció de fins a 24 blancs i té la capacitat de rastrejar simultàniament fins a 8 amenaces mentre guia 4 míssils MICA cap a diferents objectius. Les actualitzacions dels sistemes defensius inclouen l'equip de contramesures integrat ICMS 2 i el sistema d'alerta de míssils Samir DDM. El ICMS 2 incorpora al morro un receptor i un sistema de processament de senyals associat per detectar enllaços de dades d'ordres de míssils hostils, i es poden interconnectar a un nou sistema de terra de planificació de missió i d'anàlisi post-missió programable. L'aviònica també va ser actualitzada, utilitzant una nova disposició de cabina de vidre compatible amb visió nocturna procedent del Rafale, un Head-up display (HUD) de gran angular amb enllaç doble, i controls HOTAS. El Mirage 2000-5 també pot transportar els tancs de combustible externs de grans dimensions creats per al Mirage 2000N, ampliant significativament l'abast de l'avió.
el 1993, l'Exèrcit de l'Aire Francès va decidir actualitzar 37 de les seves Mirage 2000 a l'especificació 2000-5 com a recurs provisional abans de l'entrada en servei del Rafale. Els avions com de ser redesignats Mirage 2000-5F, i van passar a estat operacional l'any 2000. En canvi, aquests van mantenir l'anterior sistema de contramesures amb les unitats Serval/Sabre/Spirale i no van incorporar el sistema ICMS 2. L'Exèrcit de l'Aire Francès ara està considerant diverses actualitzacions del model, incloent l'enllaç de dades (Datalink) MIDs, suport del MICA IR, i el sistema d'apuntament i mira muntada en casc Thales Topsight.
- Mirage 2000-5F: Versió del Mirage 2000-5 destinat a França.
  - Mirage 2000-5F SF1: 37 Mirage 2000C S4-2A i S-5 portats a l'estàndard "-5". Els radars RDM són reemplaçats per RDI J2-5.
  - Mirage 2000-5F SF1-C: Mirage 2000-5F SF1 equipats de nous radars RDY.
  - Mirage 2000-5F SF1-IR: Mirage 2000-5F SF1C amb la doble capacitat de llançar míssils MICA-EM i MICA-IR
  - Mirage 2000-5F Vi: En desenvolupament per Dassault Aviation per a la integració de la connexió Datalink 16 que permetrà la transmissió de dades segures sobre el teatre d'operacions, entre aparells de l'OTAN.

#### Mirage 2000-5 Mark 2
Dassault va millorar encara més el Mirage 2000-5, creant la versió Mirage 2000-5 Mark 2 que actualment és la més avançada del Mirage 2000. Les millores dels sistemes ofensius inclouen un enllaç de dades per guiat dels míssils MICA ER, la incorporació del contenidor amb sensor infraroig d'escombrat frontal (FLIR) Dàmocles, i un nou radar d'obertura sintètica tot temps Thales RDY-2 amb menor probabilitat de ser interceptat i amb indicador de blancs mòbils (MTI), que també li donen al caça una capacitat aire-terra millorada. L'aviònica va ser actualitzada amb pantalles de color amb major resolució, una pantalla muntada en nucli Topsight opcional, i incorpora la unitat de processament i dades modular (MDPU) dissenyada per al Rafale. Un nou sistema de navegació inercial Thales Totem 3000 amb giròscop làser i capacitat GPS afegida, proporciona una precisió molt més gran, més fiabilitat, i un menor temps d'alineament que l'antic sistema de navegació ULISS 52 que és reemplaçat. Altres millores inclouen la introducció d'un sistema de generació d'oxigen de bord (OBOGS) per al pilot i un equip digital de contramesures ICMS 3.
Altres millores addicionals planejades inclouen el contenidor d'identificació visual Thales AIDA, un receptor GPS, enllaç de dades MIDs, nous sensors de llarg abast, i la pantalles muntada en nucli Topsight E. També podria ser integrada en el Mirage 2000 altra tecnologia desenvolupada per al Rafale, com els sensors òptics i infrarojos per identificació amic-enemic (IFF) i designació de blancs.

### Mirage 2000E
Mirage 2000E va ser una designació general per una sèrie de variants d'exportació del Mirage 2000, amb possibilitat de modificacions en l'aviònica depenent de les necessitats dels clients.

## Operadors

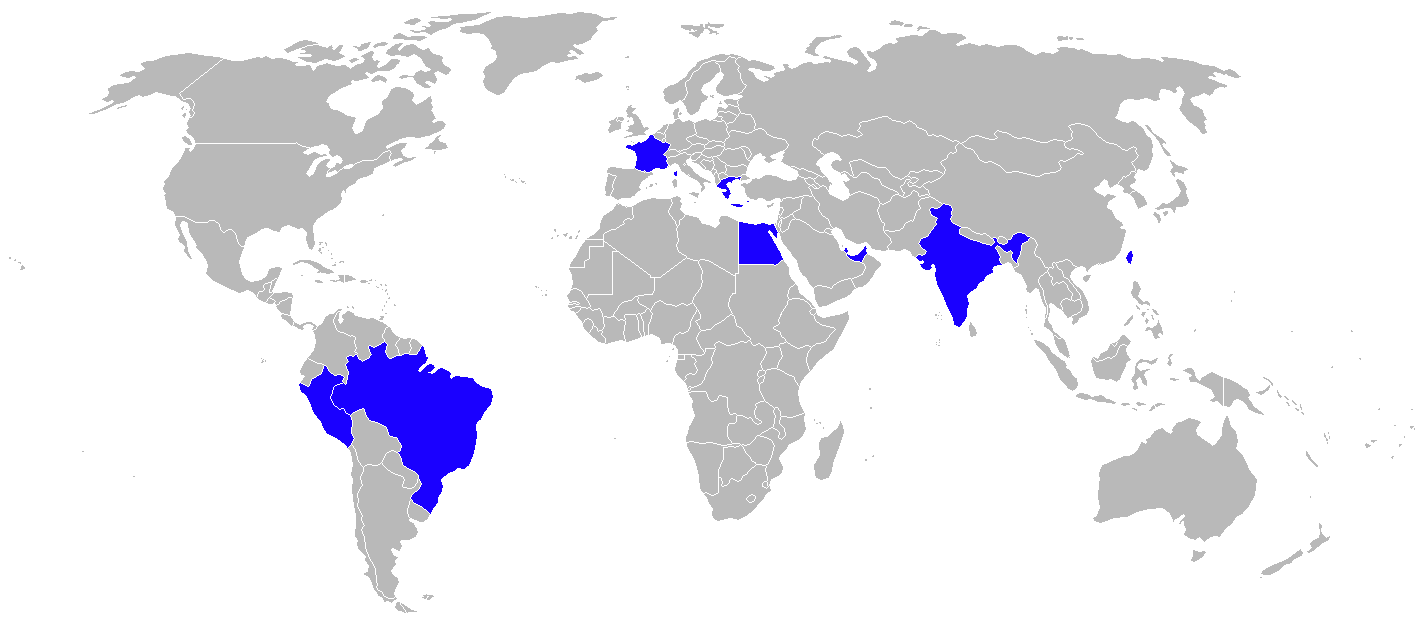
Operadors del Mirage 2000.

| Variant             | Propòsit                          | Número |
| França              | França                            | França |
| ------------------- | --------------------------------- | ------ |
| 2000C               | Caça monoplaça                    | 62     |
| 2000C               | Actualitzat a 2000-5F             | 37     |
| 2000D               | Biplaça d'atac convencional       | 86     |
| 2000N               | Biplaça d'atac nuclear            | 75     |
| 2000b               | Biplaça amb kit 2000C             | 30     |
| Total               | Total                             | 266    |
| Índia               |                                   |        |
| 2000H               | Seran actualitzats a 2000-5 Mk II | 41     |
| 2000TH              | Entrenador biplaça                | 10     |
| Total               | Total                             | 51     |
| Emirats Àrabs Units |                                   |        |
| 2000EAD             | Caça polivalent monoplaça         | 22     |
| 2000-9              | Monoplaça                         | 20     |
| 2000-9D             | Entrenador biplaça                | 12     |
| 2000RAD             | Variant només de reconeixement    | 8      |
| 2000DAD             | Entrenador biplaça                | 6      |
| Total               | Total                             | 68     |
| Plantilla:Bandera2  |                                   |        |
| 2000-5EI            | Similar a l'2000-5                | 48     |
| 2000-5DI            | Similar al 2000-5D                | 12     |
| Total               | Total                             | 60     |
| Grècia              |                                   |        |
| 2000EG              | Similar a l'2000C                 | 11     |
| 2000-5 Mk 2         | Caça polivalent                   | 25     |
| 2000BG              | Entrenador biplaça                | 8      |
| Total               | Total                             | 44     |
| Plantilla:Egy       |                                   |        |
| 2000EM              | Similar to 2000C                  | 16     |
| 2000BM              | Entrenador biplaça                | 4      |
| Total               | Total                             | 20     |
| Qatar               |                                   |        |
| 2000-5EDA           | Caça monoplaça                    | 9      |
| 2000-5DDA           | Entrenador biplaça                | 3      |
| Total               | Total                             | 12     |
| Perú                |                                   |        |
| 2000P               | Caça monoplaça                    | 10     |
| 2000DP              | Entrenador biplaça                | 2      |
| Total               | Total                             | 12     |
| Brasil              |                                   |        |
| 2000C               | Caça monoplaça                    | 10     |
| 2000b               | Entrenador biplaça                | 2      |
| Total               | Total                             | 12     |

## Especificacions (Mirage 2000C)
Dades de Complete Encyclopedia of World Aircraft,
Característiques generals
- Tripulació: 1
- Longitud: 14,36 m
- Envergadura: 9,13 m
- Alçada: 5,20 m
- Superfície de l'ala 41 m²
- Pes buit: 7.500 kg
- Pes carregat: 13.800 kg
- Pes màxim d'enlairament: 17.000 kg
- Motor: 1× turboventilador amb postcremador SNECMA M53-P2 
  - Impuls normal: 64,3 kN
  - Impuls amb postcremador: 95,1 kN

 Rendiment 
- Velocitat màxima: Mach 2,2 (2.530+ km/h,) a gran alçada/ 1.110 km/h a baixa alçada
- Abast: 1.550 km  amb dipòsits externs
- Abast en trasllat: 3.335 km
- Sostre de servei: 17.060 m
- Ràtio d'ascens: 285 m/s
- Càrrega alar: 337 kg/m²

## Cultura popular

### Cinema

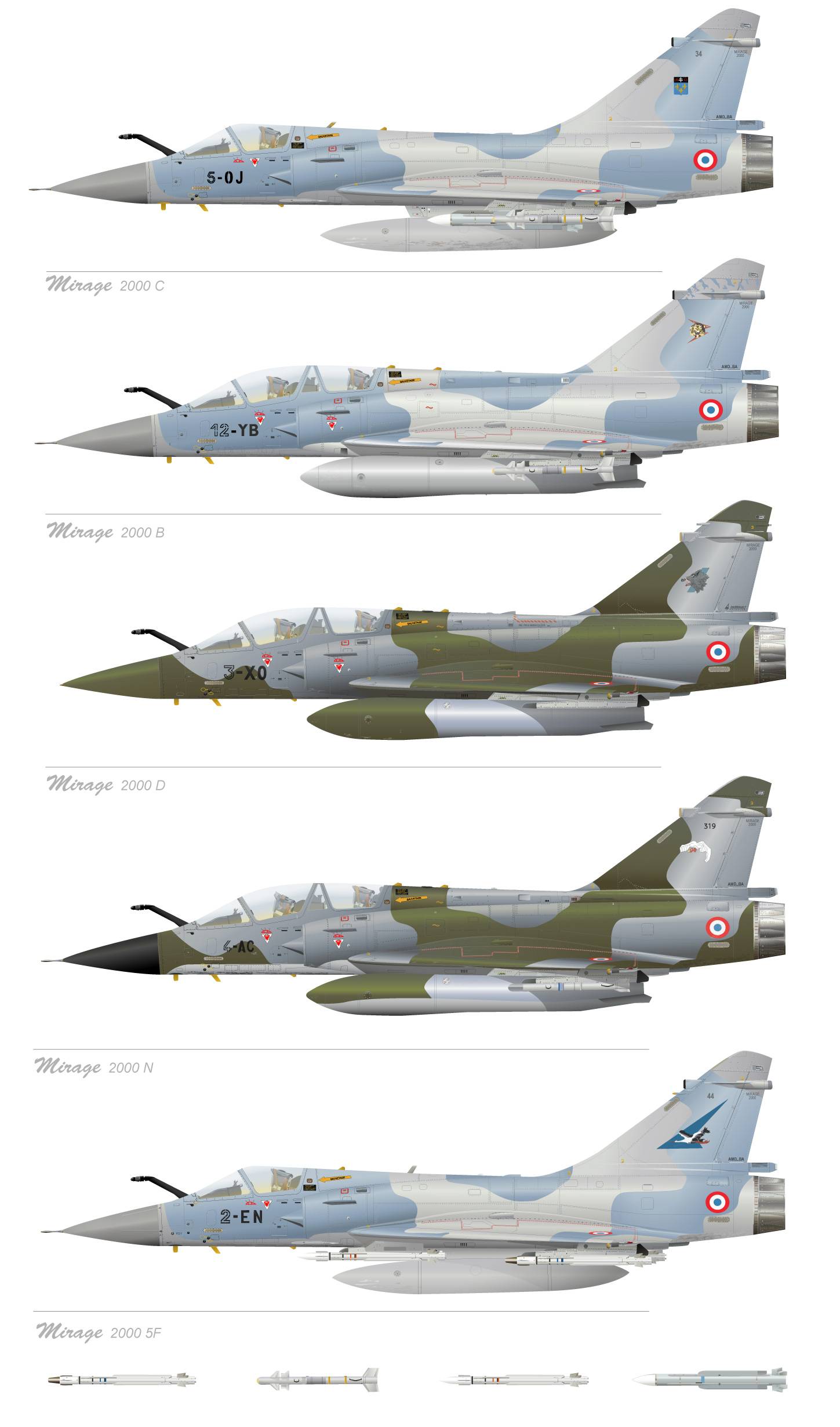
Mirage 2000 C/B/D/N/5.

Els Mirage 2000 de França, van ser presentats en la pel·lícula francesa Les Chevaliers du Ciel (Els Cavallers del cel), amb impressionants filmacions aèries, aconseguides des d'altres avions Mirage 2000. Estrenada el 2005 i filmada, amb la col·laboració de l'Exèrcit de l'Aire francès, es mostren imatges espectaculars amb arriscades maniobres aèries properes, entre diversos Mirage 2000 en el cel, amb preses realitzades per càmeres d'alta definició HD instal·lades especialment en les ales dels avions, on es poden veure diverses "preses reals" filmades al cel sense efectes especials, amb impressionants paisatges aeris naturals i algunes filmacions en tercera dimensió 3D, per al nou format de cinema ampliat IMAX.
La pel·lícula comença en el Saló Aeronàutic de Farnborough, on un nou Mirage 2000-5 prototip de proves de vol i noves tecnologies, va ser robat per terroristes i els pilots de combat, tracten de recuperar-lo o destruir-lo. La pel·lícula va ser filmada amb seqüències de vol des de l'aire, per aconseguir això, un dels tancs externs de combustible del Mirage va ser modificat per adaptar càmeres i altres filmacions, van ser fetes des d'un avió privat Lear Jet llogat.
Els vols en París van ser filmats a temps real, en el mateix dia de la celebració de la presa de la Bastilla, el (14 de juliol) amb un permís especial del govern francès i els avions, van passar volant a gran velocitat en maniobres de combat, sobre la gent que observava la desfilada als carrers de la ciutat en forma sorprenent.
Altres filmacions finals, es van aconseguir amb la participació d'un avió de passatgers Airbus A340 de quatre motors, que apareix en la pel·lícula volant al costat de diversos Mirage en formació tancada, per romandre ocults als radars i poder ingressar a territori enemic.

### Videojocs
En els simuladors de vol existeixen una o més variants del Dassault Mirage 2000, com el simulador de vol de codi obert FlightGear, així com en el sector comercial.